# Muzeum Ziemi Sowiogórskiej w Ludwikowicach Kłodzkich
Muzeum Ziemi Sowiogórskiej w Ludwikowicach Kłodzkich – obiekt położony we wsi Ludwikowice Kłodzkie przy drodze wojewódzkiej nr 381 (ul. Główna); były kościół ewangelicki pw. Błogosławieństwa Pańskiego, wybudowany w latach 1929–1930. Miejsce działalności kulturalno-oświatowej.

## Historia
Kościół ewangelicki pw. Błogosławieństwa Pańskiego był wznoszony w latach 1929–1930 a 29 września 1930 roku świątynia została konsekrowana. Budynek kościoła służył celom religijnym do 1965 roku. Po przejęciu przez władze gminne w latach 1977–1989 pełnił funkcję sklepu, w późniejszych latach były w nim magazyn i stolarnia. W okresie tym budynek został w znacznym stopniu zdewastowany.

Decyzją wojewódzkiego konserwatora zabytków z dnia 25 maja 2009 roku obiekt został wpisany do rejestru zabytków.
W latach 2010–2011 obiekt został wyremontowany i odrestaurowany na cele muzealne z zachowaniem funkcji sakralnej, zaś od 17 lutego 2018 prowadzona jest w nim Galeria Sztuki NIezależnej.

## Architektura
Nawa byłego kościoła ma kształt prostokątny i posiada wydzielone prezbiterium, we wnętrzu wielobocznej absydy. Od frontu dostawiona jest masywna wieża, posiadająca hełm w kształcie ostrosłupa. Po bokach dobudowano dwa alkierze, a na osi ulokowano okazałą kruchtę. Budynek zachował dawną funkcję kaplicy, a dzięki ruchomym ścianom może również służyć jako sala konferencyjna.

## Działalność muzeum i Galerii Sztuki NIezależnej
We wnętrzach odbywają się: prelekcje, spotkania autorskie, wernisaże, wystawy, koncerty i inne występy artystyczne. Obiekt jest miejscem spotkań w ramach Festiwalu Góry Literatury oraz Festiwalu Reportażu. Na co dzień muzeum dostępne jest dla turystów w godzinach otwarcia galerii.